# Katzmair (Adelsgeschlecht)

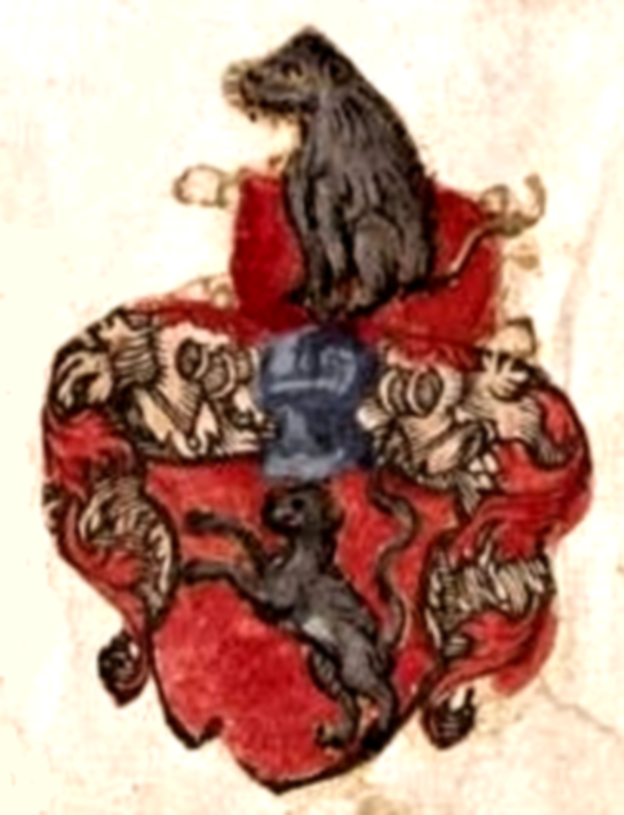
Wappen der Katzmair

Katzmair (auch Kazmair) ist der Name eines bereits 1318 ratsgesessenen Münchner Patriziergeschlechts, das in der Stadt wie auf dem Land reich begütert war. 

## Geschichte
Zur Zeit Kaiser Ludwigs des Bayern war Martin Katzmair 1318 im Äußeren Stadtrat, Konrad Katzmair 1346 Mitglied des Inneren Rates der Zwölf. Genanntem Martin gab der Kaiser aus dem Hause Wittelsbach 1330 den Forstzins zu Moosach, Laim und St. Martinsried zu Lehen und erst 1442 verkauften die Katzmair das Erblehen an Herzog Albrecht. Jakob und Johann Katzmaier gehörten 1355 dem Inneren Rat an.
Jörg Kazmair wurde seit 1396 in den Inneren Rat gewählt, als dessen Mitglied er im Dezember 1397 das damals monatlich wechselnde Bürgermeisteramt verwaltete. Entmachtet ging er 1398 ins Exil, aus dem er erst 1403 mit herzoglichem Beistand zurückkehren konnte. Ein jüngerer Martin Katzmair ist 1447 bis 1468 als Inneres Ratsmitglied bezeugt; 1450 urkundete er als Propst der Münchner Frauenkirche.

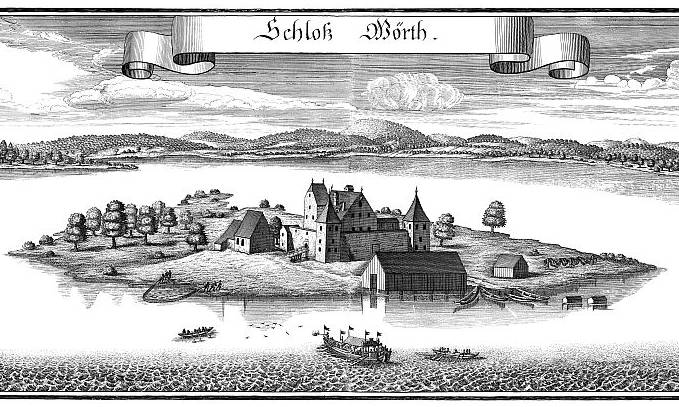
Das 1446 erbaute Schloss der Katzmair auf der Mausinsel

1446 erbauten die Katzmair ein Schloss auf der Mausinsel im Wörthsee, den Hans Katzmair bereits 1369 in Familienbesitz gebracht hatte. Bis 1533 gehörten die Katzmair dem Inneren Rat an, dann erlosch das Geschlecht in München im erbberechtigten Mannesstamm.
Wappengeschmückte Epitaphien der Familie sind in der Münchner Frauenkirche, das Erbbegräbnis der Katzmair war aber ursprünglich in der St. Michaelskapelle.

## Wappen
Das redende Wappen zeigt im roten Schild eine silberne aufspringende Katze. Auf dem Helm mit rot-silbernen Decken ein rotes Kissen mit goldenen Quasten. Darauf sitzt eine weitere silberne Katze.